# Recyclage de la croûte océanique

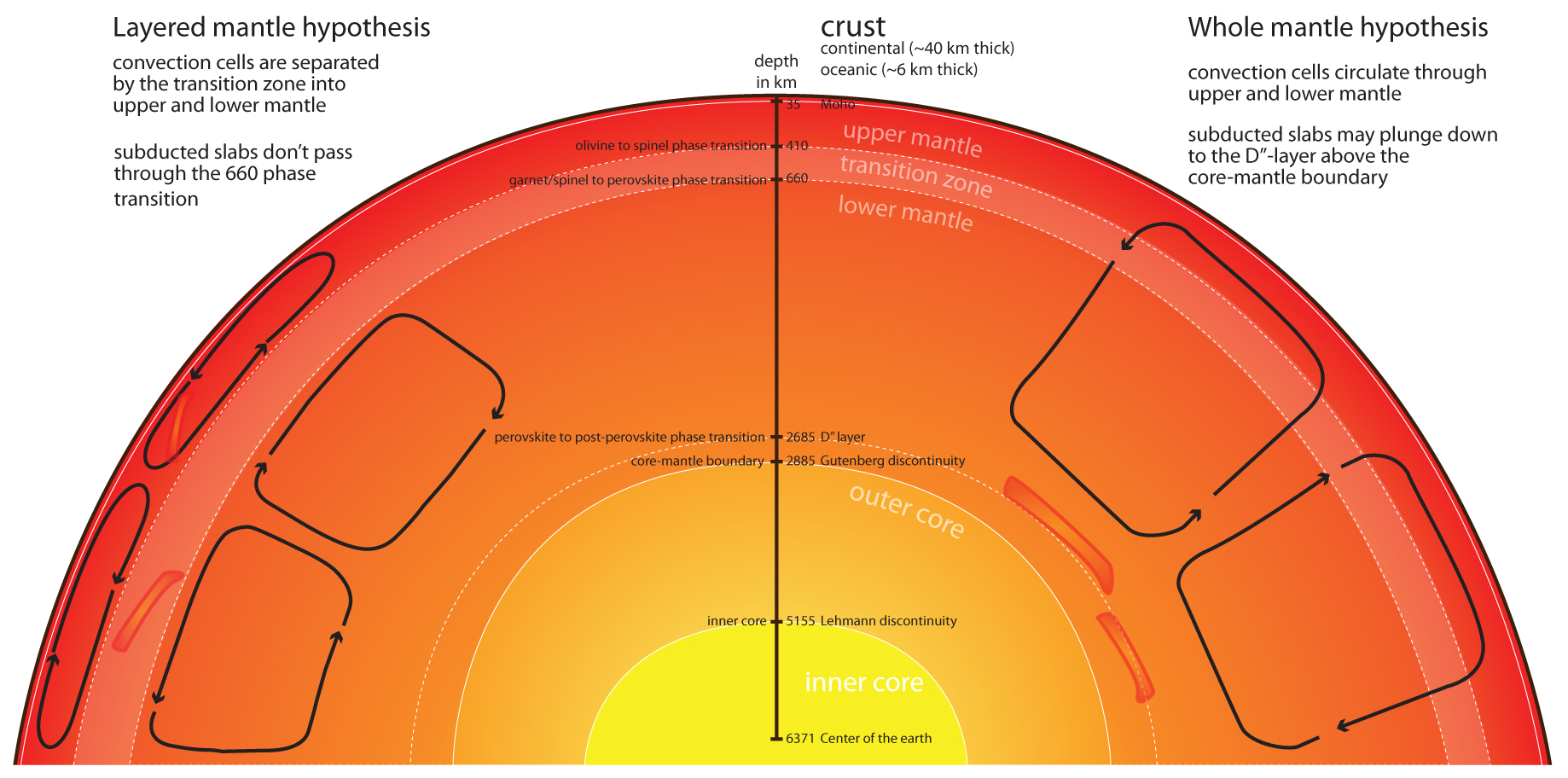
Comprendre les prédictions de la dynamique du manteau aide les géoscientifiques à prédire où finira la croûte subductée.

Le recyclage de la croûte océanique est un processus tectonique, par lequel les matériaux de surface de la lithosphère sont recyclés dans le manteau par subduction. Les plaques entraînées par la subduction importent des composés volatils et de l'eau dans le manteau, ainsi que des matériaux crustaux qui ont une signature isotopique différente de celle du manteau primitif. L'identification de cette signature isotopique crustale dans les roches dérivées du manteau (comme les basaltes ou les kimberlites de la dorsale médio-océanique) est la preuve d'un recyclage de la croûte océanique.

## Contexte historique et théorique
Entre 1906 et 1936, Richard D. Oldham, Andrija Mohorovičić, Beno Gutenberg et Inge Lehmann ont utilisé des données sismologiques pour montrer que la terre était constituée d'une croûte et d'un manteau solides, d'un noyau externe fluide et d'un noyau interne solide. L'utilisation de la sismologie en tant qu'outil pour explorer les couches profondes de la Terre s'est développée au cours des années 1980. Avec ces développements deux écoles d'interprétation se sont opposées : celle de la convection sur l'ensemble du manteau, et celle de la convection par couches,.
Les défenseurs de la convection par couches soutiennent que l'activité convective du manteau est stratifiée en deux couches, séparées par des transitions de phase de correspondant à la réorganisation cristallographique de minéraux comme l'olivine, le grenat et le pyroxène, les transformant pour des structures cristallines plus denses (spinelle, puis pérovskite et post-pérovskite). Les plaques en subduction peuvent avoir une flottabilité négative par rapport au manteau, en raison de leur temps de refroidissement en surface et de leur saturation en eau, mais cette flottabilité négative n'est pas suffisante pour leur faire traverser la transition de phase à 660 km de profondeur.
Les défenseurs de la convection sur l'ensemble du manteau soulignent que les différences de densité observées du manteau (dont on pense qu'elles résultent des transitions de transitions de phase minérale) ne limitent pas le mouvement convectif, qui se développe sur  une seule cellule convective à travers le manteau supérieur et inférieur. Les plaques en subduction peuvent donc se déplacer à travers cette transition de phase à 660 km, et s'accumuler près du bas du manteau, dans un « cimetière de dalles ». Elles peuvent de ce fait être la force motrice de la convection dans le manteau, à la fois localement et à l'échelle de la croûte dans son ensemble.

## Devenir des matériaux subduits
Le sort ultime des matériaux crustaux est essentiel pour comprendre les cycles géochimiques, ainsi que d'autres problèmes comme les hétérogénéités persistantes dans le manteau, la remontée des eaux et les effets innombrables sur la composition du magma, la fusion, la tectonique des plaques, la dynamique du manteau et le flux de chaleur. Si les plaques océaniques en subduction sont bloquées à la limite de 660 km, comme le suggère l'hypothèse du manteau en couches, elles ne peuvent pas être incorporées dans des panaches de points chauds, qui sont censés provenir de la frontière noyau-manteau. Si inversement les dalles finissent à la frontière noyau-manteau, elles ne peuvent pas être impliquées dans la géométrie de subduction de plaques plates. La dynamique du manteau est probablement un intermédiaire entre les deux modèles, résultant en un système de convection du manteau partiellement en couches.
Notre connaissance actuelle de la structure profonde de la Terre est basée principalement sur les déductions faites à partir des mesures directes et indirectes des propriétés du manteau, en utilisant la sismologie, la pétrologie, la géochimie isotopique et les techniques de tomographie sismique. La sismologie en particulier est fortement mise à contribution pour obtenir des informations sur le manteau profond au voisinage de la frontière noyau-manteau.

## Arguments géophysiques et géochimiques

### Tomographie sismique
Bien que la tomographie sismique produisait des images de faible qualité du manteau terrestre dans les années 1980, les images publiées dans un article éditorial de 1997 dans la revue Science montraient clairement une plaque froide près de la frontière noyau-manteau, se fondant sur la conclusion publiée en 2005 des travaux de Hutko et al., montrant sur une image de tomographie sismique, à la frontière noyau-manteau, ce qui peut être un matériau de plaque froide plissée. Cependant, les transitions de phase peuvent encore jouer un rôle dans le comportement des plaques en profondeur. Schellart et al. ont montré que la transition de phase à 660 km peut contribuer à dévier les plaques s'enfonçant. La forme de la zone de subduction était également essentielle pour déterminer si la géométrie de la plaque pouvait subsister à travers la frontière que représente de transition de phase.
La minéralogie peut également jouer un rôle, car l'olivine, localement métastable, formera des volumes de flottabilité positive, même dans une plaque froide s'enfonçant ; ce qui pourrait provoquer le décrochage des plaques avec l'accroissement de densité de la transition de phase de 660 km. La composition minéralogique de la dalle et son évolution en profondeur n'ont pas été initialement modélisés en prenant en compte des données sur la vitesse de réchauffement d'une plaque, faute de pouvoir disposer de telles données, mais ces facteurs pourraient s'avérer essentiel pour expliquer comment maintenir une flottabilité négative suffisamment longtemps pour franchir ce changement de phase à 660 km. Des travaux complémentaires réalisés par Spasojevic et al. ont montré que les minima locaux dans le géoïde pouvaient être expliqués par les processus qui se produisent dans et autour des cimetières de dalles, comme indiqué dans leurs modèles.

### Isotopes stables
Il est essentiel de garder en tête que les différences entre les couches de la Terre ne sont pas seulement rhéologiques, mais chimiques, pour comprendre comment nous pouvons suivre le mouvement des matériaux crustaux même après leur subduction. Une fois qu'une roche est transférée à la surface de la terre depuis la croûte par le volcanisme, cette roche peut être analysée pour déterminer sa composition isotopique en éléments stables. Cette composition peut ensuite être comparé aux compositions isotopiques connues de la croûte et du manteau, ainsi qu'à celles des chondrites, qui sont censées représenter le matériau original de la formation du système solaire dans un état largement inchangé.
Un groupe de chercheurs a pu estimer qu'entre 5 et 10 % du manteau supérieur est composé de roches cristallines recyclées. Kokfelt et al. a publié une analyse isotopique du panache du manteau sous l'Islande, et a constaté que les laves du manteau en éruption incorporaient des composants de la croûte inférieure, confirmant le recyclage de la croûte au niveau local.
Certaines unités de carbonatite, associées à des magmas immiscibles riches en matières volatiles et au diamant (minéral indicateur du manteau), ont montré des signaux isotopiques correspondant à la signature du carbone organique, qui ne pouvait être introduit que par des matières organiques subduites,. Les travaux effectués sur les carbonatites par Walter et al. et d'autres ont plus particulièrement montré que ces magmas profond provenaient de l'assèchement des roches des plaques océaniques en subduction.